# God's Balls
| Recensione                        | Giudizio |
| --------------------------------- | -------- |
| AllMusic                          | [ 2 ]    |
| The Encyclopedia of Popular Music | [ 3 ]    |
| Record Collector                  | [ 4 ]    |
| Piero Scaruffi                    | 5/10     |
| Sounds                            | [ 6 ]    |

God's Balls è l'album di debutto del gruppo grunge statunitense Tad, pubblicato il 1º marzo 1989 dalla Sub Pop Records e nello stesso anno da Glitterhouse Records in Germania.
Nonostante i Tad siano generalmente considerati un gruppo con forti influenze heavy metal, il critico Piero Scaruffi ha detto a proposito di quest'album: "Brani ambiziosamente blasfemi come Nipple Belt, Satan's Chainsaw e Behemoth, appartengono in realtà più all'hardcore e al powerpop che all'hardrock gotico".

## Tracce
1. Behemoth – 4:10
2. Pork Chop – 4:22
3. Helot – 2:58
4. Tuna Car – 2:37
5. Sex God Missy (Lumberjack Mix) – 4:29
6. Cyanide Bath – 3:37
7. Boiler Room – 4:49
8. Satan's Chainsaw – 3:10
9. Hollow Man – 4:05
10. Nipple Belt – 3:17
11. Ritual Device – 2:50

## Formazione
Gruppo
- Tad Doyle - voce, chitarra
- Gary Thorstensen - chitarra
- Kurt Danielson - basso
- Steve Wied - batteria

Produzione
- Jack Endino - produttore, ingegneria del suono
- Charles Peterson - fotografia